# No Promises (canción de Icehouse)
«No Promises» (en español: «Sin promesas») es el primer sencillo del álbum Measure for Measure de la banda australiana Icehouse. Fue lanzado por la compañía discográfica Regular Records en noviembre de 1985, en vinilos de siete y doce pulgadas; en Reino Unido y el resto de Europa fue lanzado por Chrysalis Records, en los mismos formatos, pero con listas de canciones diferentes, y la misma compañía lo lanzó luego en Estados Unidos, en idénticos formatos y también con distintas listas de canciones. Alcanzó el puesto n.º 30 en las listas musicales de Australia. El álbum Meltdown de la banda, de 2002, incluye una versión remixada de la canción.

## Listas de canciones

### Sencillo de siete pulgadas
- Australia, Nueva Zelanda, Reino Unido y Europa

1. «No Promises» (4:10)
2. «The Perfect Crime» (3:34)

- Estados Unidos

1. «No Promises» (3:59)
2. «Into The Wild» (4:52)

### Sencillo de doce pulgadas
- Australia y Nueva Zelanda

1. «No Promises» (extended mix)
2. «The Tempest»
3. «Gravity»
4. «Terra Incognito»

- Reino Unido y Europa

1. «No Promises» (extended mix) (7:00)
2. «No Promises» (3:40)
3. «The Perfect Crime» (5:58)

- Estados Unidos

1. «No Promises» (club mix) (8:45)
2. «No Promises» (dub) (5:10)
3. «No Promises» (instrumental) (4:40)

## Listas de éxitos
| País (chart)                       | Mejor posición |
| ---------------------------------- | -------------- |
| Australia                          | 30             |
| Bélgica                            | 26             |
| Canadá                             | 61             |
| Nueva Zelanda                      | 29             |
| Reino Unido (UK Singles Chart)     | 72             |
| Estados Unidos (Billboard Hot 100) | 79             |